# 阮氏玉圓
阮氏玉圓（越南语：／；？—1787年3月6日），越南鄭阮紛爭時期鄭主鄭槰的正妃。
阮氏玉圓籍貫京北處安越縣光表社（今屬北江省越安縣），生父為恭郡公。1786年9月，鄭槰嗣任鄭主，封阮氏玉圓為王妃，但次年正月她遭西山朝軍隊殺死，追封為貞慎節烈正妃（越南语：／），諡妙正，葬於桂陽縣竹薦社（今屬北寧省桂武縣）。